# Poezja tyrtejska
Poezja tyrtejska – rodzaj poezji patriotycznej, nawołującej do walki w obronie niepodległości, budzącej pragnienie obrony ojczyzny i nienawiść do wroga. Jej nazwa wywodzi się od imienia spartańskiego poety Tyrtajosa, twórcy wielu poematów zagrzewających do walki. Wyrazem tej konwencji jest m.in. słynna maksyma dulce et decorum est pro patria mori („słodko i zaszczytnie umierać za ojczyznę”) z pieśni 2 księgi III Horacego. 
Poezja tyrtejska była popularna w Polsce w okresie zaborów. Znani polscy przedstawiciele poezji tyrtejskiej to przede wszystkim romantycy, tacy jak Adam Mickiewicz i Juliusz Słowacki, w czasie wojny i okupacji Andrzej Trzebiński, Tadeusz Gajcy i Krzysztof Kamil Baczyński, a także – z poetów powojennych – Władysław Broniewski czy Karol Ławicki.